# 永安文庙
永安文庙，位于中国福建省永安市大同路123号。大成殿建于明景泰六年（1455年），坐北朝南，重檐歇山顶，抬梁式木构架，面阔三间，进深四间，石构台基、月台，明代彩画及盘龙丹陛石尚存。永安文庙大成殿于2005年5月11日公布为第六批福建省文物保护单位，2013年3月5日作为永安抗战旧址群的子项公布为第七批全国重点文物保护单位。